# 銀魂 銀さんと一緒! ボクのかぶき町日記
『銀魂 銀さんと一緒! ボクのかぶき町日記』（ぎんたま ぎんさんといっしょ! ボクのかぶきちょうにっき）は、2007年8月30日にPlayStation 2専用ソフトとして発売されたアドベンチャーゲームである。銀魂のゲーム作品では第3作目になる。予約特典は「ありえないボイスCD」。

## ストーリー
宇宙中を旅して回り、修繕の仕事をやっていた主人公の空は、大江戸万星博覧会で、修繕をしている最中にトラブルに巻き込まれ、真選組に身を寄せていた。一方警察庁長官、松平片栗虎は「自分の額に『バカ』と描いた犯人を捜して欲しい」と真選組に依頼するも、真選組は博覧会の警備で忙しく、同時に松平の依頼も空の保護もままならなかったため、万事屋に託すが空は記憶を失っていた。自分の記憶を取り戻す為に空は万事屋で居候し、大江戸の人々と馴染んでいくのであった。
エンディングルートによっては空が万事屋で仕事を続けるなどパラレルワールドだが、銀時ルートでの高杉の台詞やたまと九兵衛が未登場であることから、紅桜編と芙蓉編の間の話と解釈できる。

## ゲーム内容
前述の通り、マルチエンディングが採用されており、主に選んだ選択肢で特定のキャラのエンディングルートが決まる。数種類ミニゲームも用意されており、フルボイス仕様である。その為、登場人物はいままでの銀魂のゲーム作品では最も少ないが、坂本、じい、星海坊主など、名前のみ登場するキャラもいる。

## 登場キャラ
- 坂田銀時
- 神楽
- 志村新八
- 志村妙
- お登勢
- キャサリン
- 桂小太郎
- エリザベス
- 土方十四郎
- 沖田総悟
- 近藤勲
- 山崎退
- 松平片栗虎
- ハタ皇子
- 長谷川泰三
- 猿飛あやめ
- お通（台詞のみ）
- 高杉晋助
- 空
- 親方ヒロキ
- カテリーナ
- 春雨ボス